# Vladimír Seruga
Vladimír Seruga (18. ledna 1936 Martin – 20. května 2004 Michalovce) byl československý házenkář a zlatý medailista z mistrovství světa v házené ve Švédsku v roce 1967. Původním povoláním je elektrotechnik.

## Kariéra
Hráčskou kariéru začínal v týmu TJ Lokomotíva Vrútky. Později přestoupil do týmu Dukla Bratislava. V letech 1959–67 působil v Tatranu Prešov, se kterým v lize získal pět stříbrných medailí. Na konci kariéry hrával Seruga za Lokomotívu Michalovce. 

## Ocenění
- 2009 – in memoriam získal cenu mesta Vrútky.[3]
- 2012 – byl posmrtně uveden do Siene slávy slovenskej hádzanej.[4]